# Elyros (Schiff)
Die Elyros ist ein 1998 als Sun Flower Tsukuba in Dienst gestelltes Fährschiff der griechischen Reederei ANEK Lines. Sie trägt ihren jetzigen Namen seit 2007 und steht auf der Strecke von Piräus nach Iraklio im Einsatz. Aktuell (Stand: März 2025) bedient die Fähre die Strecke Piräus <> Chania.

## Geschichte
Die Sun Flower Tsukuba wurde am 5. Juni 1997 unter der Baunummer 1035 in der Werft von Mitsubishi Heavy Industries in Shimonoseki auf Kiel gelegt und lief am 18. Oktober 1997 vom Stapel. Nach der Übergabe an die in Tokio ansässige KK Blue Highway Line am 19. Januar 1998 nahm das Schiff im selben Monat den Fährbetrieb zwischen Ōarai und Tomakomai auf. Im November 1998 folgte das Schwesterschiff Varuna.
Im Juli 2001 ging die Sun Flower Tsukuba in den Besitz der Shosen Mitsui Ferry über, ab April 2002 betrieb sie die Mol Ferry Company. Im Januar 2007 wurde sie als Ferry Tsukuba an Higashi Nihon Ferry verkauft und in Muroran aufgelegt. Das Schiff blieb noch bis Juli 2007 in Japan, ehe es erneut den Besitzer wechselte und als Elyros an die ANEK Lines nach Griechenland ging. Ab August 2007 erfolgte ein umfangreicher Umbau der Fähre, der erst nach einem Jahr abgeschlossen war. Von ihrem ehemaligen Schwesterschiff unterscheidet sich die Elyros durch zusätzliche Aufbauten und einen neuen Schornstein seitdem stark. 2009 wurde sie mit dem Shippax Award für den am besten gelungenen Umbau einer Fähre ausgezeichnet. Am 28. September 2008 nahm das Schiff den Dienst zwischen Piräus und Chania auf.
Im September 2014 wurde die Elyros zur Evakuierung von Flüchtlingen von der libyschen Regierung gechartert. Im Juni 2016 stand sie für Algérie Ferries zwischen Algier, Alicante und Marseille im Einsatz. Im Juni 2017 folgte ein weiterer Chartereinsatz für Algerie Ferries, der bis September 2018 andauerte. Seitdem bereedert ANEK das Schiff auf der Strecke von Piräus nach Iraklio. Aktuell bedient die Fähre die Strecke Piräus <> Chania.